# Furmany
Furmany – wieś w Polsce, położona w województwie podkarpackim, w powiecie tarnobrzeskim, w gminie Gorzyce.
| SIMC    | Nazwa    | Rodzaj    |
| ------- | -------- | --------- |
| 0791473 | Majdanek | część wsi |
| 0791480 | Porąbka  | część wsi |

W latach 1975–1998 miejscowość administracyjnie należała do województwa tarnobrzeskiego.
Miejscowość należy do Parafii Świętej Rodziny w Trześni.
Podczas powodzi 19 maja 2010 pękł wał na Trześniówce w gminie Gorzyce. Przez 20-metrową wyrwę woda zalała między innymi Furmany.